# كو سونغ هي
كو سونغ هي (مواليد 21 يونيو 1990) هي ممثلة كورية جنوبية، قامت بدور البطولة في مسلسل يوميات حارس ليلي.

## روابط خارجية
- كو سونغ هي على موقع IMDb (الإنجليزية)
- كو سونغ هي على موقع قاعدة بيانات الفيلم (الإنجليزية)
- كو سونغ هي على موقع كينوبويسك (الروسية)